# Condado de Ribagorça
O Condado de Ribagorça foi um dos condados catalães existentes no território que durante a primeira metade do século IX, é chamado por alguns cronistas da Corte Carolíngia por Marca Hispânica. Este condado compreendia os territórios entre o rio Ésera e o rio Isábena, além de uma boa parte da bacia do rio Noguera Ribagorzana.

## Lista dos condes deRibagorça
- Raimundo I de Pallars e Ribagorça (m. 920)
- Bernardo I de Ribagorça (920–950/955)
- Raimundo II de Ribagorça (950/955–970)
- Unifredo de Ribagorça (970–979)
- Arnau de Ribagorça (979–990)
- Isarno de Ribagorça (990–1003)
- Tota de Ribagorça (1003–d de 1011)
- Guilherme de Ribagorça (1011–1017)